# لودفيغ الثاني دوق بافاريا
لودفيغ الصارم (بالألمانية : Ludwig der Strenge؛ 13 أبريل 1229 - 2 فبراير 1294)؛ كان دوق بافاريا العليا وكونت بالاتينات-الراين منذ عام 1253م، كان يُعرف باسم لودفيغ الثاني أو لودفيغ السادس حسب ترقيم بديل. وُلِد في هايدلبرغ، هو ابن أوتو الثاني فيتلسباخ دوق بافاريا وأغنيس من بالاتينات.

## السيرة الذاتية
في عام 1246 دعم لودفيغ الشاب صهره كونراد الرابع ملك ألمانيا ضد اغتصاب هاينريش راسبي، وفي عام 1251 كان في حالة حرب مرة أخرى ضد أسقف ريغنسبورغ.
خلف لودفيغ والده أوتو كدوق بافاريا في عام 1253، ومع 1255 قسم أراضي العائلة مع شقيقه الأصغر هاينريش الثالث عشر، بحيث تلقى لودفيغ بالاتينات وبافاريا العليا ، بينما استلم شقيقه هاينريش الثالث عشر بافاريا السفلى، كان هذا التقسيم مخالفًا للقانون مما أثار غضب الأساقفة في بافاريا الذين تحالفوا لاحقًا مع الملك أوتوكار الثاني من بوهيميا عام 1257، خلال فترة خلو العرش الألماني وبعد وفاة الملك فيلهلم عام 1256، دعم لويس الملك ريتشارد من كورنوال، ومع أغسطس 1257 غزا الملك أوتوكار أخيرًا بافاريا ، لكن لودفيغ وهاينريش تمكنا من صد الهجوم، كان هذا أحد الإجراءات النادرة المنسقة والمتناغمة لأخوين اللذين كانوا يتشاجروا في كثير من الأحيان.
كانت المساكن الرئيسية للودفيغ في ألتر هوف الواقعة في الجزء الشمالي الشرقي ميونيخ وقلعة هايدلبرغ، وبصفته أحد الأمراء الناخبون للإمبراطورية، فقد شارك بقوة في الانتخابات الملكية لمدة أربعين عامًا إلى جانب شقيقه، ساعد لودفيغ أيضًا ابن شقيقته الشاب كونرادين هوهنشتاوفن في حصوله على دوقية شوابيا ، وكان من المفترض أن يتم انتخابه كملك لألمانيا، ولكن الأمور جرت على غير العادة، ونتيجة لدعمه لأسرة هوهنشتاوفن، تم حرمانه من قبل البابا في عام 1266، وفي عام 1267 عندما عبر ابن شقيقته جبال الألب مع جيشه رافقه حتى حدود فيرونا، بعد إعدامه في نابولي عام 1268 استولى على بعض ممتلكاته في شوابيا، لاحقاً دعم انتخاب رودولف الأول ضد أوتوكار الثاني في عام 1273، وفي 26 أغسطس 1278 إلتقت جيشا رودولف ولودفيغ بقوات أوتوكار على ضفاف نهر مارش في معركة مارشفيلد حيث هُزم وقُتل فيها أوتوكار، وفي عام 1289 انتقلت كرامة بافاريا الانتخابية مرة أُخرى إلى بوهيميا، ومع ذلك ظل لودفيغ ناخبًا باعتباره كونت بالاتينات-الراين، وبعد وفاة حماه رودولف عام 1291، لم يستطع لودفيغ فرض انتخاب صهر ألبرت الأول ضد أدولف من ناساو .
توفي لودفيغ في هايدلبرغ في 2 فبراير 1294 وخلفه ابنه الأكبر رودولف الأول الذي كان أدولف من ناسو هو والد زوجته، ودفن في سرداب دير فورستنفيلد.

## الأسرة والذرية
تزوج لودفيغ الثاني ثلاث مرات.

### إعدام ماريا من برابانت

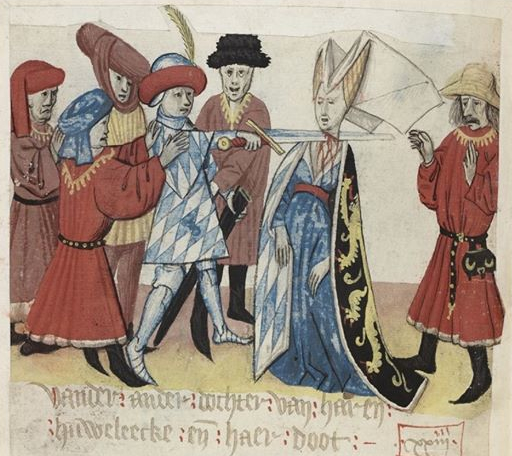
تصوير لحظة إعدام الدوقة ماريا

وكان زوجته الأولى ماريا من برابانت ابنة هنري الثاني دوق برابانت وماري من هوهنشتاوفن، اشتباه بها في عام 1256 في محاولة لارتكاب الزنا، لم يتم التحقق من ذنب الفعلي من جانبها، لاحقاً كتكفير له بما فعله أسس لودفيغ الرهبنة السيسترسية في دير فورستنفيلد بالقرب من ميونيخ.
تروي المصادر المختلفة حكايات متباينة حول كيفية حدوث ذلك: في عام 1256 عندما كان لودفيغ بعيدًا عن قصره في بافاريا لفترة طويلة بسبب مسؤولياته بصفته صاحب السيادة في منطقة الراين. كتبت زوجته رسالتين إحداهما إلى زوجها والأخرى إلى كونت كيبورغ إت هونسروك التابع للودفيغ، اختلفت التفاصيل حول المحتوى الفعلي للرسالة الثانية، ولكن وفقًا للمؤرخين فإن المرسال الذي حمل الرسالة إلى لودفيغ قد حصل على الرسالة الخطأ، وتوصل لودفيغ إلى استنتاج مفاده أن زوجته كانت على علاقة غرامية سرية.
بمرور الوقت ظهرت العديد من الحكايات الفولكلورية حول فعل لودفيغ ، وكُتب معظمها بعد وفاته بفترة طويلة: قام مروجو القصص بتزيين الحكاية بحيث زعموا أن لودفيغ لم يقتل خلالها زوجته فقط بعد أن عاد إلى المنزل بعد خمسة أيام وليالي، بحيث قام بطعن المرسال الذي أرسل له الرسالة الخطأ، وعند دخوله قلعته طعن حارس القلعة وليدي البلاط وألقى بوصيفة زوجته من الأسوار قبل أن يقتل زوجته إما بطعنها أو بقطع رأسها.
تدعم العديد من السجلات الأخرى رواية إعدام ماري في 18 يناير 1256 بقلعة مانجولدشتاين في دوناوفورث بموجب مرسوم دوقي بتهمة الزنا المزعومة ، ولكن لا شيء أكثر من ذلك.

### الزيجات اللاحقة
كانت زوجته الثانية آنا من غلوغو التي تزوجها في عام 1260 وأنجبت له:-
- ماريا (مواليد 1261)؛ راهبة.
- أغنيس (1262 - 21 أكتوبر 1269).
- لودفيغ (13 سبتمبر 1267 - 23 نوفمبر 1290 ، قُتل في مبارزة بـ نورنبرغ).

كانت زوجته الثالثة ماتيلد هابسبورغ ابنة رودولف الأول ملك ألمانيا تزوجها في 24 أكتوبر 1273 مقابل لانتخاب والدها، وأنجبت له:
- أغنيس (توفيت. 1345) ؛ تزوجت أولاً من هاينريش الأصغر من هسن؛ ثانياُ في عام 1298/1303 تزوجت من هاينريش الأول ، مارغريف براندنبورغ-زالتسفيدل.
- رودولف الأول، دوق بافاريا (4 أكتوبر 1274 ، بازل - 12 أغسطس 1319)؛ مؤسس فرع بالاتينات من آل فيتلسباخ.
- مليتشيلد (1275-28 مارس 1319) ، تزوج من دوق أوتو الثاني دوق براونشفايغ-لونبيورغ.
- لودفيغ الرابع إمبراطور الروماني المقدس (1 أبريل 1282 - 11 أكتوبر 1347).[4]